# Парадела (Пенакова)
Парадела (порт. Paradela) — район (фрегезия) в Португалии, входит в округ Коимбра. Является составной частью муниципалитета Пенакова. Находится в составе крупной городской агломерации Большая Коимбра. По старому административному делению входил в провинцию Бейра-Литорал. Входит в экономико-статистический субрегион Байшу-Мондегу, который входит в Центральный регион. Население составляет 265 человек на 2001 год. Занимает площадь 7,82 км².